# Пекора, Лу
Лу Пекора (англ. Lou Pecora) — американский художник по визуальным эффектам.  Номинант на премию «Оскар» за лучшие визуальные эффекты (2015) (совместно с Ричард Стаммерс, Тим Кросби и Кэмерон Вальдбауэр) за фильм Люди Икс: Дни минувшего будущего.
Его специальность — цифровой композитинг.
Пекора сначала работал в Elastic Reality, а затем перешёл в Digital Domain, где за более 15 лет прошёл путь от работы композитором в Super Nova до своей первой полноценной работы в качестве супервайзера по визуальным эффектам в фильме «Люди Икс: Дни минувшего будущего».

## Фильмография
С начала своей карьеры в конце 1990-х годов принял участие примерно в 20 кинопроизводствах.